# Karyoplasma

Schematische Darstellung des Zellkerns. Das Nukleoplasma (engl. Nucleoplasm) umhüllt das Chromatin und den Nucleolus.

Als Karyoplasma (von altgriechisch κάρυον karyon für „Kern“ sowie πλάσμα plásma „Gebilde“), auch Kernplasma oder Nukleoplasma bzw. Nucleoplasma, wird der Inhalt des Zellkerns bezeichnet, der von der Kernhülle umschlossen wird. Es enthält das Chromatin, die fädige Form dekondensierter Chromosomen, und die Nucleoli.
Die unstrukturierte Grundmasse des Karyoplasmas wird Karyolymphe (Kernsaft, Interchromatinsubstanz) genannt. Diese ist von einem Proteingerüst, der Kernmatrix durchzogen, die sie in Form bringt.